# Gore (cráter)
Gore es un cráter de impacto ubicado en la cara visible de la Luna, cerca del Polo Norte. Entre los elementos destacables de su entorno se encuentran los cráteres Florey (diámetro de 54.7 km) hacia el sureste, Peary (diámetro de 73 km) hacia el este-noreste, y Byrd (diámetro de 94 km) hacia el sureste.
|  |

El cráter fue nombrado en memoria de John Ellard Gore por decisión de la UAI en 2009.

## Referencias

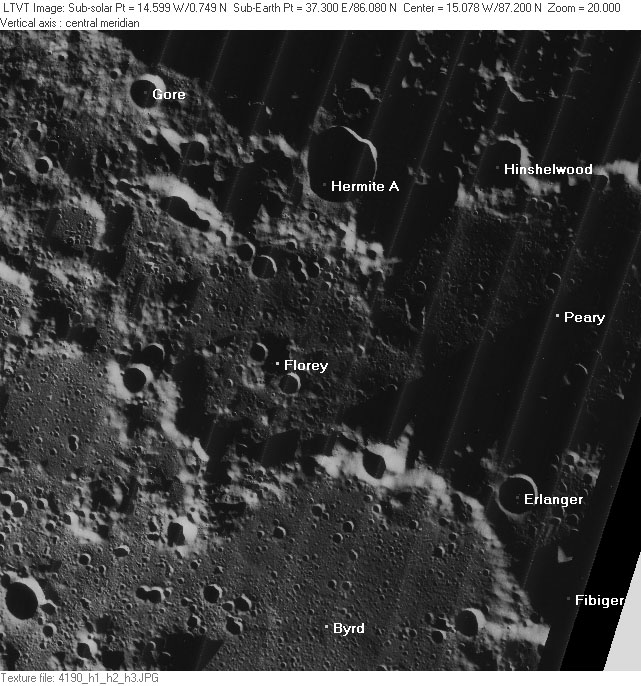
Gore, en la esquina superior izquierda de la imagen